# 네마냐 빌비야
네마냐 빌비야(세르비아어: Немања Билбија / Nemanja Bilbija, 1990년 11월 2일 ~ )은 보스니아 헤르체고비나의 축구 선수이다. 현재 HŠK 즈린스키 모스타르 소속이다.